# Никола-Ленивец (арт-парк)
Арт-парк «Никола-Ленивец» — начал свою историю в 2000 году, когда художник Николай Полисский создал свой первый проект «Снеговики» и внес деревню Никола-Ленивец на карту современного искусства. В 2011 году территорию арт-парка вокруг деревни Никола-Ленивец Дзержинского района Калужской области России приобрел бизнесмен Максим Ноготков, который предложил развить сервисную инфраструктуру парка и выступил спонсором фестивалей. За четыре года ему удалось построить гостевые дома, благоустроить кемпинг с летними домиками, открыть кафе и инициировать ряд новых проектов на территории: Ферму Сергея и Анны Морозовых, летний лагерь в Никола-Ленивцев, «Стан» — техническая и производственная база проекта (мотостанции бывшего колхоза в Звизжах). Вслед за сложностями с основным бизнесом в 2015 году, Максим Ноготков потерял контроль над проектом. Арт-парк «Никола-Ленивец» — самый крупный арт-парк в Европе.
Задачей проекта является создание естественной саморегулируемой территории для отдыха, работы и жизни. Проект является одной из российских организаций социального предпринимательства.

## История
В начале 1990-х годов художник Николай Полисский создал в деревне Никола-Ленивец первые архитектурные объекты из природных материалов и архитектурный ежегодный фестиваль «Архстояние». Первый фестиваль прошёл в 2006 году.
В 2010 году предприниматель Максим Ноготков купил окружающие деревню земли, создал компанию «Архполис» и принялся развивать свои проекты: на землях появились кафе, арт-резиденции, гостиницы, пункт проката велосипедов, детский лагерь, хостел и кемпинг. Был создан фестиваль «Ночь новых медиа», а фестиваль «Архстояние» стал международным (при этом создатель фестиваля Николай Полисский перестал им заниматься).
В 2014 году провели фестиваль «Ночь новых медиа», являвшийся на январь 2015 самым крупным фестивалем, посвящённым цифровому искусству в природе. В том же году появился фестиваль «Архстояние Детское», новые постройки и производства.
1 января 2015 «Архполис» закрылся. 23 января 2015 Максим Ноготков заявил о прекращении финансирования Николы-Ленивца. При этом начальники главных частей «Архполиса» намеревались самостоятельно развивать свои проекты.
Согласно оценке Полисского-младшего, для дальнейшего существования парка нужно около 20—30 миллионов рублей. Начальники главных частей парка рассчитывали на инвесторов, особенно для популярных частей парка. Планировалось частичное изменение концепции парка, увольнение административного персонала и отказ от направления в сторону туризма, при этом фестивали планировалось оставить и расширить. До момента находки новых спонсоров гостевая инфраструктура парка перестала развиваться. В парке регулярно проводятся фестивали «Архстояние» и «Signal».

### Хронология
1989 — в Николу-Ленивец переезжают архитектор Василий Щетинин и художник Николай Полисский.
1992 — создан национальный парк «Угра». Часть Николы-Ленивца входит в его состав.
1995 — в Николу-Ленивец переезжают архитекторы Анна Щетинина и Юлия Бычкова.
1997 — в Николу-Ленивец переезжают дизайнер Василий Копейко.
2000—2003 — реконструкция Троицкого храма (проект архитектурного бюро «Терра», руководитель — Василий Щетинин, при поддержке предпринимателя Игоря Киреева)
2000 — Николай Полисский создает первый ленд-арт проект в Никола-Ленивце — «Снеговики». Сформировалась артель местных жителей «Никола-Ленивецкие промыслы». Летом Николай Полисский и Никола-Ленивецкие промыслы создают «Сенную башню».
2003 — Николай Полисский и Никола-Ленивецские промыслы строят «Медиа-башню», самый высокий бельведер в Николе-Ленивце.
22 февраля 2004 — первое большое мероприятие — Масленица — в Николе-Ленивце. Сжигают «Медиа-башню» в сопровождении перформанса Германа Виноградова.
2003 — участие команды Николы-Ленивца на фестиваль «АртКлязьма» и осознание фестивального будущего проекта.
2006 — сформировалась инициативная группа фестиваля «Архстояние» (Николай Полисский, Анна Щетинина, Василий Щетинин, Василий Копейко, кураторы Антон Кочуркин и Юлия Бычкова). Критик Александр Панов придумал название и сформировал концепцию фестиваля.
29 июля 2006 — первый фестиваль ландшафтных объектов «Архстояние». Созданы «Николино ухо» (Влад Савинкин, Владимир Кузьмин), «Сарай» (Юрий Григорян), «Кроватка» (Александр Бродский).
2009 — летом, в рамках «Архстояния», созданы объекты «Ротонда» (Александр Бродский) и закладывается ландшафтный парк «Версаль» (Французское бюро Wagon Landscaping). В рамках зимнего «Архстояния» Василий Щетинин создаёт «Позолоченного тельца».
2010 — Максим Ноготков покупает 612 га земли, чтобы развивать и поддерживать проект.
2011 — предпринимателем Максимом Ноготковым основана управляющая компания Николы-Ленивца, центр территориальных инициатив «Архполис».
2012 — в Николе-Ленивце начинает работу экоферма под руководством Анны и Сергея Морозова.
7 июля 2012 — презентован объект Николая Полисского «Вселенский разум» и впервые проходит фестиваль «Ночь новых медиа».
2012 — в рамках фестиваля «Архстояние» созданы объекты «Арка», «Городище», «Скорая тропа» и «Штурм неба».
2013 — построен хостел «Казарма» (Сергей Сыренов, Архитектурное бюро «Архполе»). Презентуется новый объект Николая Полисского — «Бобур» и проходит одноимённый фестиваль. Впервые на «Мехдворе» (бывшая механическая станция совхоза деревни Звизжи) организована открытая мастерская по кузнечному делу под руководством Петра Виноградова.

## Архстояние
С 2000 года Никола-Ленивец стал форпостом современного искусства. Вместе с крестьянами, местными жителями из ближайших деревень, Николай Полисский создал множество объектов и создал артель «Никола-Ленивецкие промыслы». В 2005 г. Николай Полисский вместе с творческими жителями Николы-Ленивца: Василем Копейко, Анной Щетининой и Василием Щетининым основали фестиваль «Архстояние». Руководство проектом и кураторская работа была предложена Юлии Бычковой и архитектору Антону Кочуркину.
В 2006 г. в деревне Никола-Ленивец состоялся первый фестиваль. За его историю на территории Николы-Ленивца был возведен 101 арт-объект, участие приняло более 150 авторов, среди которых Франсуа Рош (Франция), Николай Полисский (Россия), Александр Бродский (Россия), Адриан Гейзе (Голландия), бюро West 8 (Нидерланды), Manipulazione Internazionale (Россия), Юрий Григорян (Россия) и другие. Объекты, возникшие благодаря «Архстоянию», и внефестивальные объекты Николая Полисского, стали неотъемлемой частью ландшафта Николы-Ленивца.

## Галерея
См. подробнее Список объектов арт-парка Никола-Ленивец

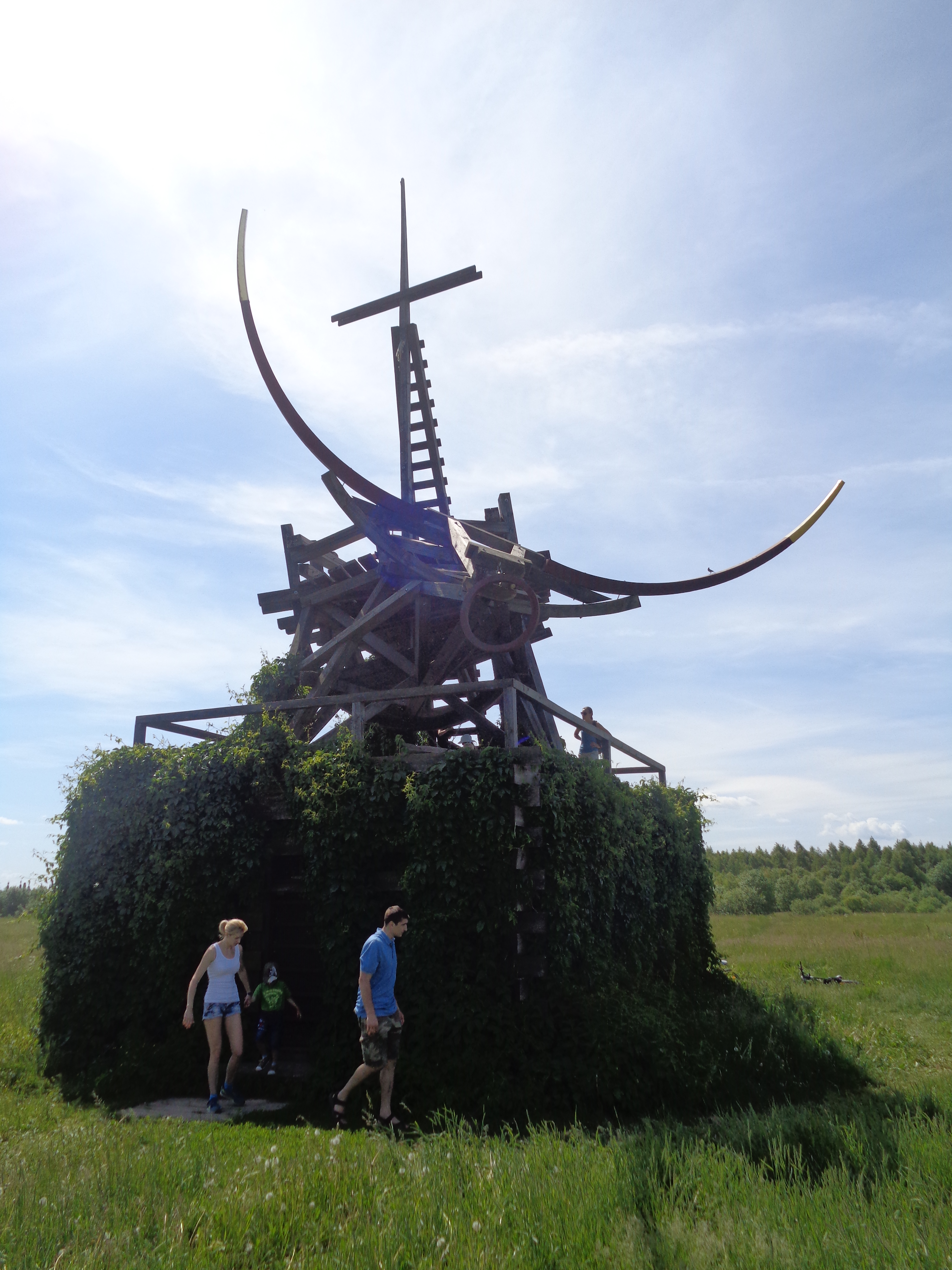
Арт-объект «Позолоченный телец»
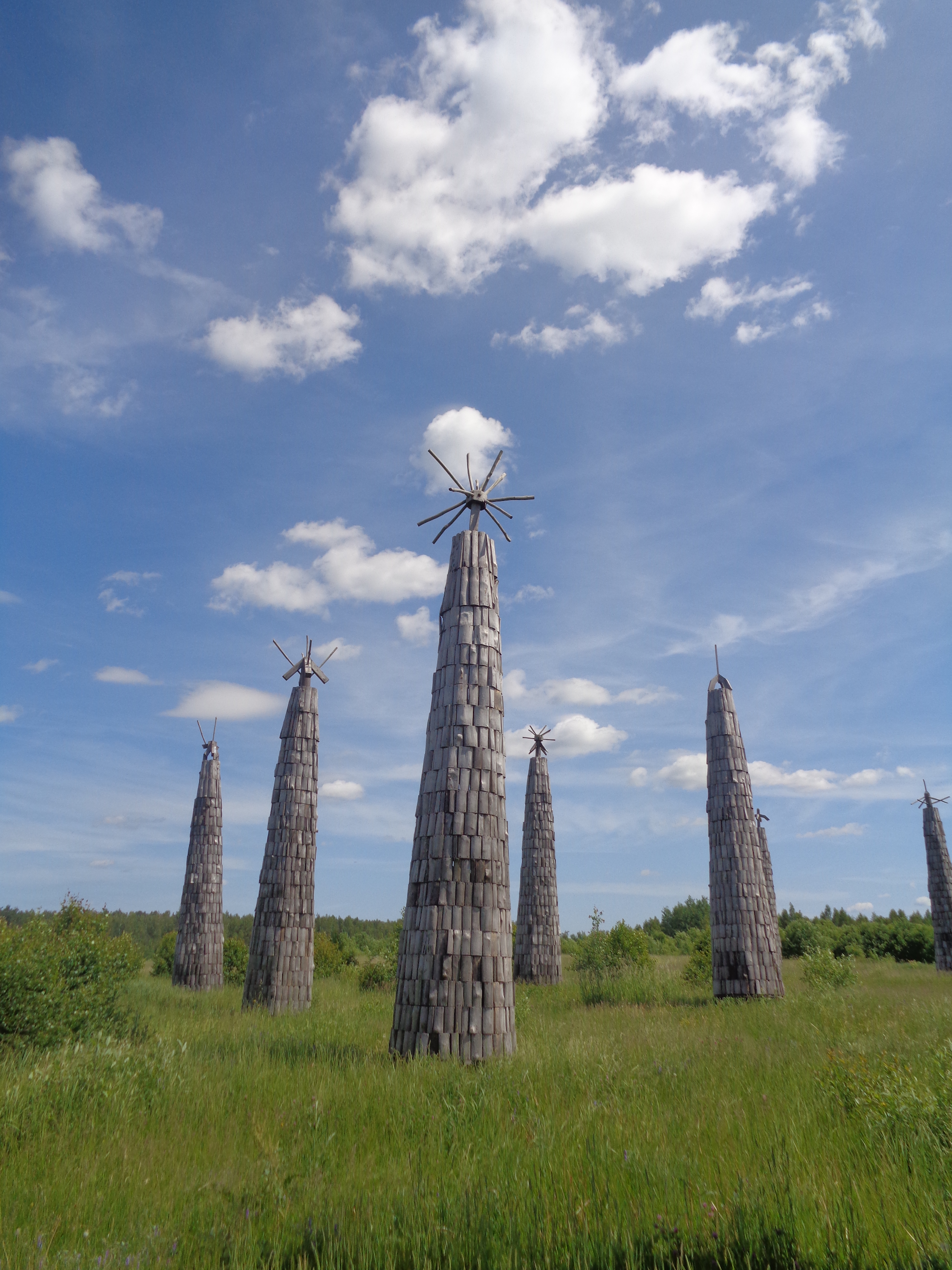
Арт-объект «Мельницы»
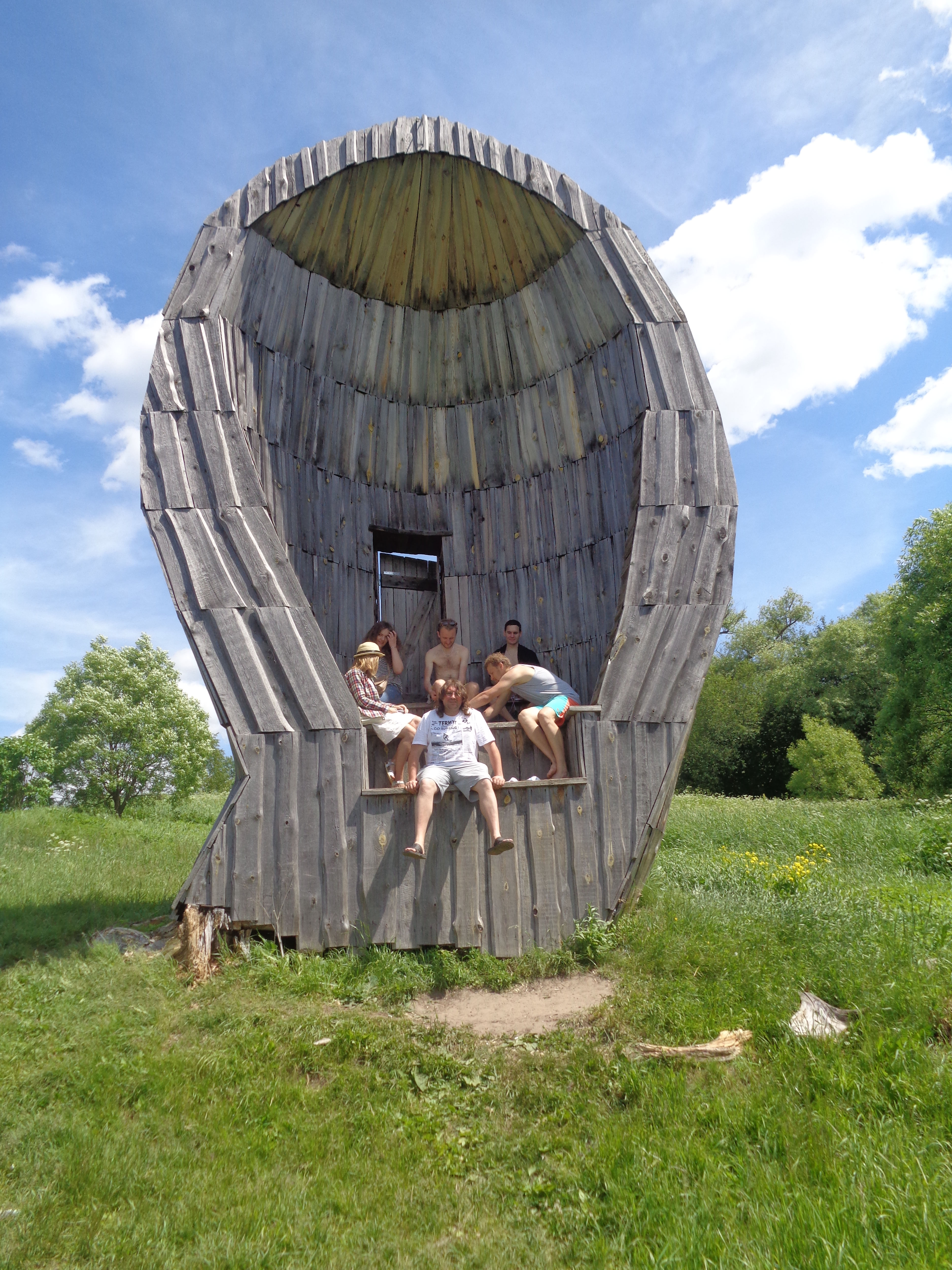
Арт-объект «Николино ухо»
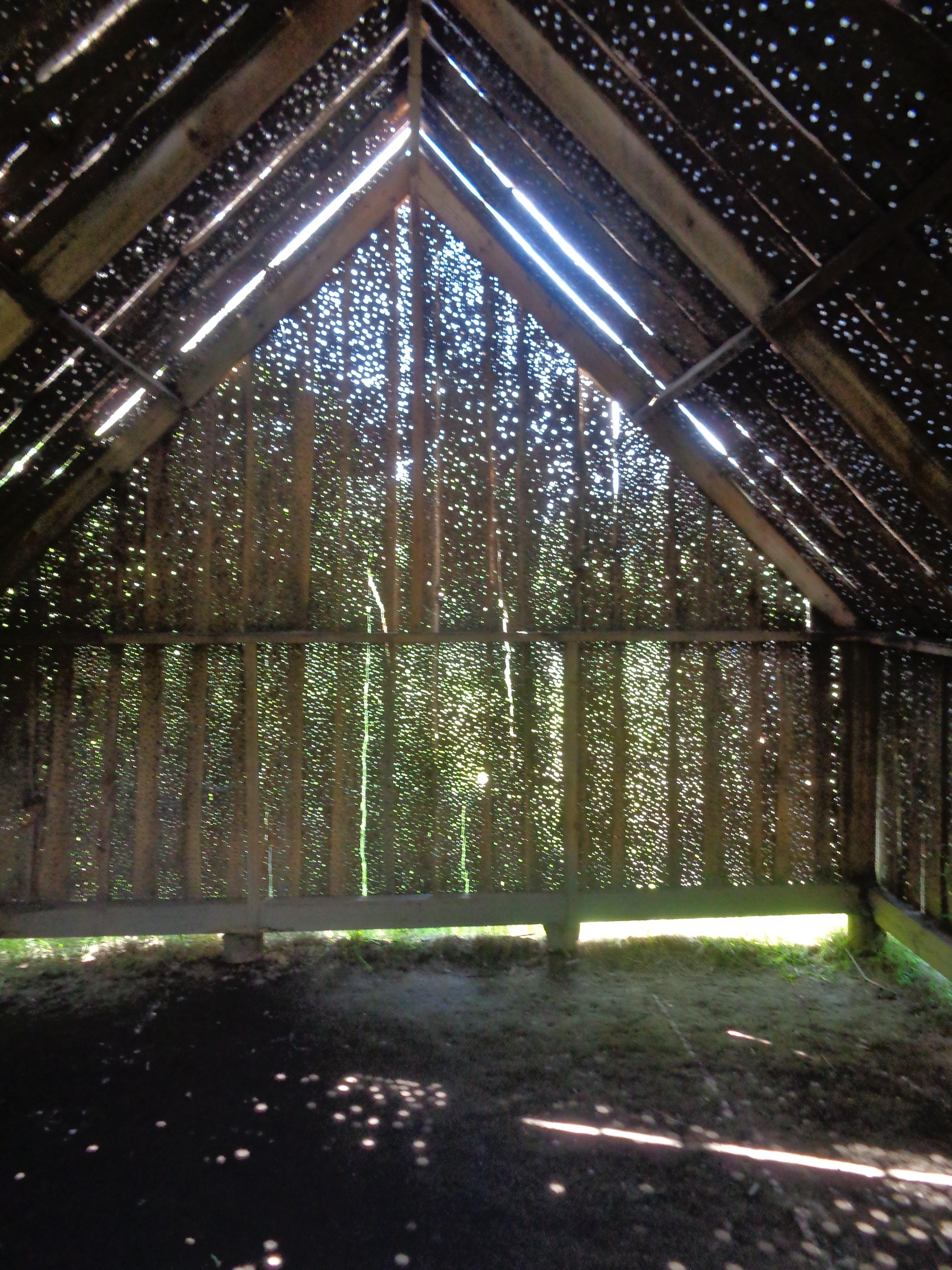
Арт-объект «Сарай» (изнутри)
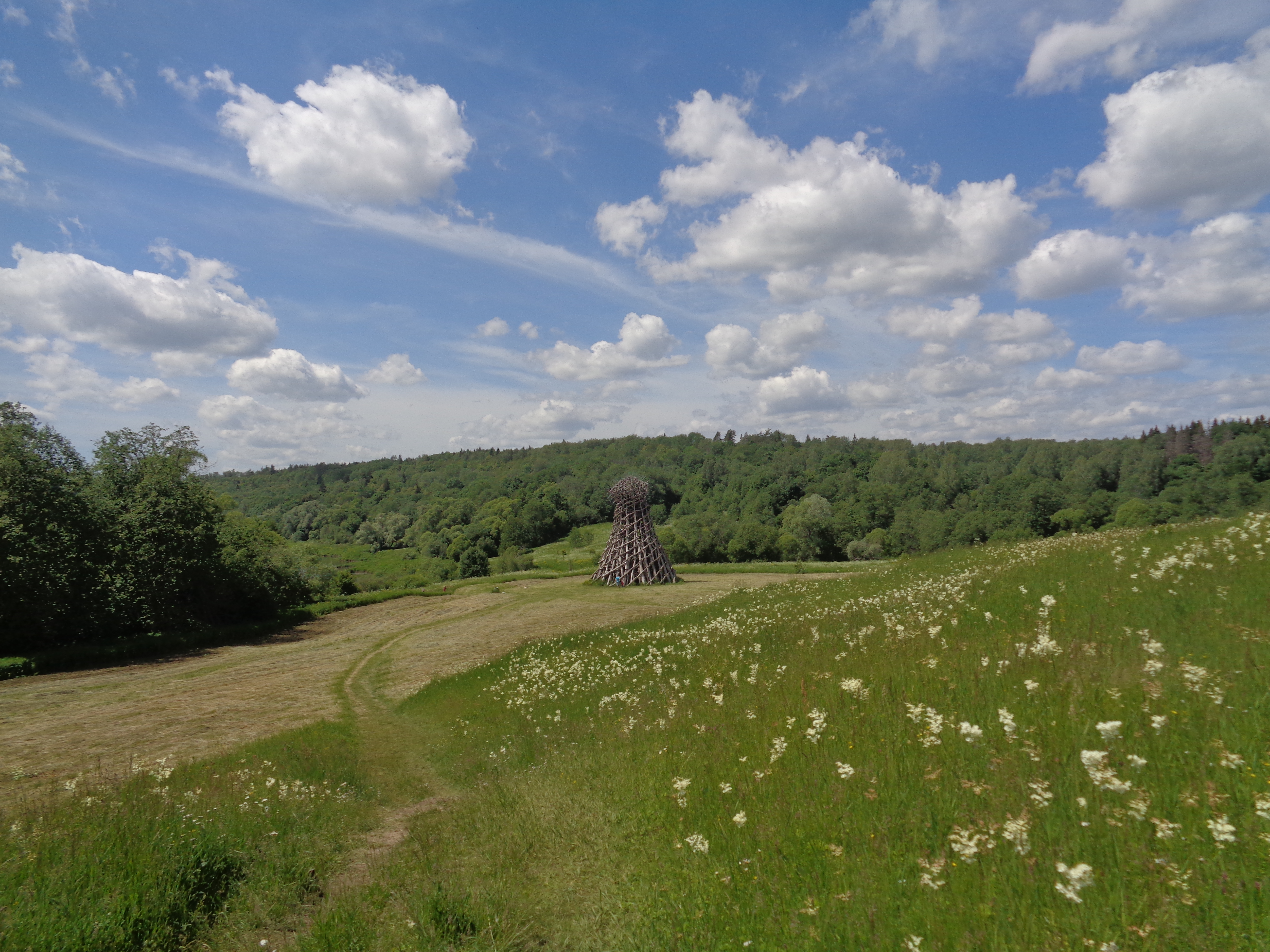
Арт-объект «Маяк»
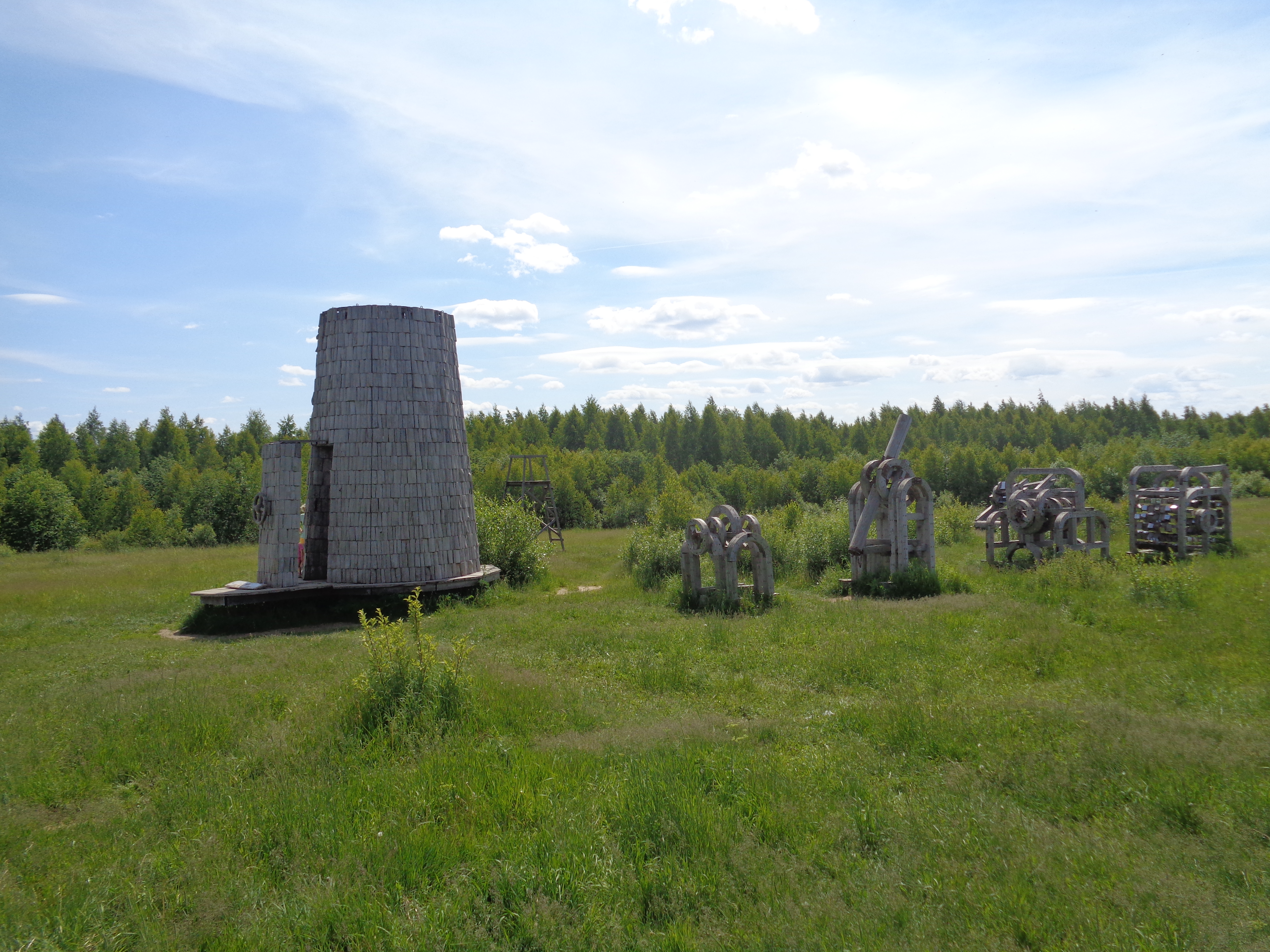
Арт-объекты
Арт-объект «Бобур»
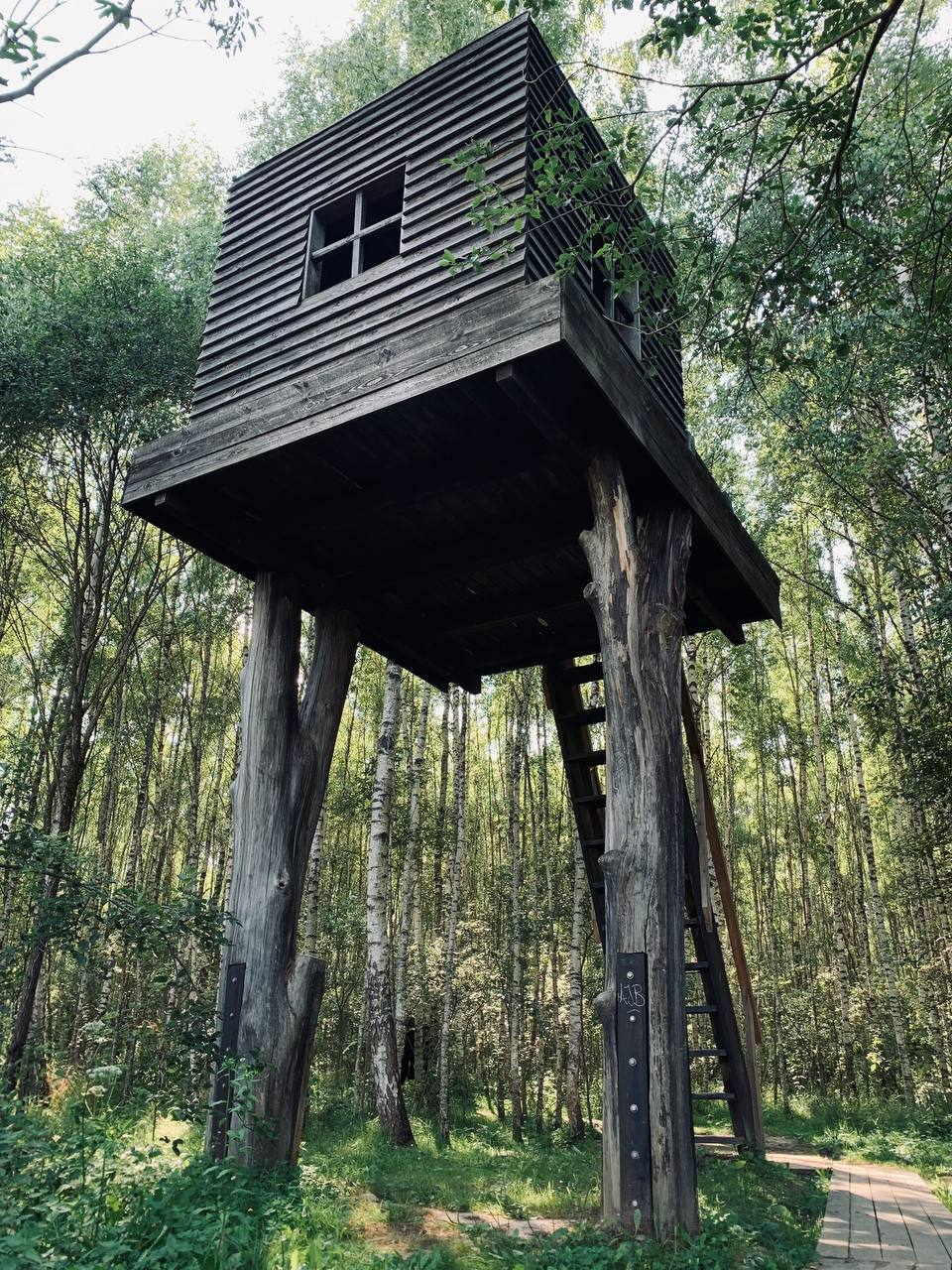
Арт-объект «Дом над лесом»